# Выборы в Мурманскую областную думу (2011)
Выборы в  Мурманскую областную Думу пятого созыва прошли 4 декабря 2011 года.  Партия «Единая Россия» одержала победу, получив в региональном парламенте 22 мандата из 36.

## Избирательная система
Мурманская областная Дума состоит из 36 депутатов.
Половина состава Думы (18 депутатов) избирается по спискам политических партий, на основе пропорционального распределения мандатов.В распределении мандатов принимают участие партии, получившие не менее 7% голосов избирателей.Партии, набравшие 
более 5%, но менее 7% голосов, получают 1 мандат.
Вторая половина Думы (18 депутатов) избирается в одномандатных мажоритарных округах.
Образованы следующие одномандатные округа :
- Мурманский №1
- Мурманский №2
- Мурманский №3
- Мурманский №4
- Мурманский №5
- Мурманский №6
- Заполярнинский №7
- Кольский №8
- Североморский №9
- Североморский №10
- Александровский №11
- Печенгский №12
- Мончегорский №13
- Оленегорский №14
- Апатитский №15
- Кировский №16
- Полярнозоринский №17
- Кандалакшский №18

## Участники выборов
Четыре политические партии выдвинули списки кандидатов.
| партия              | лидеры списка                                                                                 |
| ------------------- | --------------------------------------------------------------------------------------------- |
| Единая Россия       | Дмитрий Дмитриенко - Лариса Круглова - Вячеслав Попов - Игорь Чернышенко - Марина Ковтун      |
| КПРФ                | Геннадий Степахно - Павел Сажинов - Михаил Антропов - Ольга Панина - Василий Калайда          |
| ЛДПР                | Владимир Жириновский - Дмитрий Гавриков - Вячеслав Безуглый - Максим Нефёдов - Анна Рубцова   |
| Справедливая Россия | Александр Макаревич - Наталья Лещинская - Владимир Ахрамейко - Юрий Паюсов - Дмитрий Гаврилов |

В одномандатных округах зарегистрированы 89 кандидатов :
- от партии Единая Россия -  18
- от  КПРФ -  16
- от  ЛДПР -  15
- от партии Справедливая Россия -  14
- в порядке самовыдвижения -  26

## Результаты выборов
| партия              | число голосов | доля голосов, % | мандатов по списку | кандидатов по округам | мандатов по округам | всего мандатов |
| ------------------- | ------------- | --------------- | ------------------ | --------------------- | ------------------- | -------------- |
| Единая Россия       | 113 771       | 33,24           | 7                  | 18                    | 15                  | 22             |
| Справедливая Россия | 73 975        | 21,61           | 4                  | 14                    | 2                   | 6              |
| КПРФ                | 78 427        | 22,91           | 4                  | 16                    | 1                   | 5              |
| ЛДПР                | 66 836        | 19,53           | 3                  | 15                    | 0                   | 3              |

### Результаты выборов по одномандатным округам
| округ                | избранный депутат    | субъект выдвижения  |
| -------------------- | -------------------- | ------------------- |
| Мурманский №1        | Виктор Алёшин        | Единая Россия       |
| Мурманский №2        | Виктор Сайгин        | Единая Россия       |
| Мурманский №3        | Олег Минин           | Единая Россия       |
| Мурманский №4        | Юрий Паюсов          | Справедливая Россия |
| Мурманский №5        | Игорь Найдёнов       | Справедливая Россия |
| Мурманский №6        | Лариса Александрова  | Единая Россия       |
| Заполярнинский №7    | Борис Пищулин        | Единая Россия       |
| Кольский №8          | Андрей Чернев        | Единая Россия       |
| Североморский №9     | Юрий Шадрин          | Единая Россия       |
| Североморский №10    | Павел Сажинов        | КПРФ                |
| Александровский №11  | Владимир Мищенко     | Единая Россия       |
| Печенгский №12       | Александр Крупадеров | Единая Россия       |
| Мончегорский №13     | Надежда Максимова    | Единая Россия       |
| Оленегорский №14     | Наталия Ведищева     | Единая Россия       |
| Апатитский №15       | Константин Никитин   | Единая Россия       |
| Кировский №16        | Олег Алексеев        | Единая Россия       |
| Полярнозоринский №17 | Евгений Никора       | Единая Россия       |
| Кандалакшский №18    | Владимир Дубашинский | Единая Россия       |